# Heterocerus bruchi
Heterocerus bruchi is een keversoort uit de familie oevergraafkevers (Heteroceridae). De wetenschappelijke naam van de soort is voor het eerst geldig gepubliceerd in 1905 door Grouvelle.